# Nonette-Orsonnette
Nonette-Orsonnette è un comune francese del dipartimento del Puy-de-Dôme della regione dell'Alvernia-Rodano-Alpi.
È stato creato il 1º gennaio 2016 dalla fusione dei preesistenti comuni di Nonette e Orsonnette.
Il capoluogo è la località di Nonette.